# Christel Kimbembe
Christel Kimbembe est un joueur de football congolais, né le  23 mai 1982 à Brazzaville (République du Congo), qui joue au poste de défenseur.
Il mesure 1,78 m pour 76 kg. 

## Carrière
- 1998-2000 : Diables noirs  République du Congo
- 2000-2001 :  FC Massy 91  France
- 2001-2002 : AS Poissy  France
- 2002-2002 : FC Massy 91  France
- 2002-2006 : US Créteil-Lusitanos  France (Ligue 2 - 48 matchs)
- 2006 : FCM Târgovişte  Roumanie (Liga II - 1 match)
- 2007-2008 : AS Cherbourg  France (National - 33 matchs, 2 buts)
- 2008-2009 : AS Cherbourg  France (National - 27 matchs, 1 but)
- 2009-2010 : US Sénart-Moissy  France (CFA - 13 matchs)
- depuis 2010 : UJA Alfortville  France (National)

## Palmarès
Il est international en  équipe du Congo. 16 sélections (0 but).